# Přízemní vlna
Přízemní vlna je způsob šíření rádiových vln, který zahrnuje proudy procházející zemí. Přízemní vlny se šíří rovnoběžně s povrchem Země a přiléhají k němu a jsou schopny překlenout velké vzdálenosti díky ohybu (difrakci) podle zakřivení Země. Tento způsob šíření se také nazývá Nortonova povrchová vlna nebo správněji Nortonova přízemní vlna, protože při šíření rádiových vln nejsou přízemní vlny omezeny na povrch. Dalšími druhy šíření rádiových vln je přímočaré šíření, které nevyžaduje žádné prostředí, a prostorová vlna, která se šíří ionosférou.
Šíření přízemní vlnou je důležité pro rádiové signály do 30 MHz, pro vyšší frekvence je prakticky nevýznamné, protože u nich převládá přímočaré šíření. Šíření přízemní vlnou se uplatňuje při rozhlasovém vysílání v pásmu středních a dlouhých vln, využívají jej také nízkofrekvenční časové signály, nesměrové radiomajáky a komunikace v krátkovlnných pásmech na malé vzdálenosti a starší navigační systémy jako např. LORAN. Dosah závisí na frekvenci a vodivosti půdy, přičemž nižší frekvence a vyšší vodivost půdy zvyšují dosah.

## Úvod
Rádiové vlny s frekvencí pod 3 MHz se účinně šíří jako přízemní vlny. Protože se ztráty zvyšují s frekvencí, vysílání v pásmu krátkých vln mezi 3 a 30 MHz má menší dosah přízemní vlny, a pro kmitočty nad 30 MHz je přízemní vlna prakticky nedůležitá. Šíření přízemní vlny ovlivňuje vodivost povrchu, přičemž vysoce vodivé povrchy, jako je např. mořská voda, poskytují nejlepší šíření, zatímco suchá půda a led nejhorší.
Přízemní vlna se se zvětšující se vzdáleností zeslabuje podle zákona převrácených čtverců. Nedokonalá vodivost povrchu Země sklání vlny dopředu, rozptyluje energii do země. Signály dlouhých vlnových délek se ohýbají za horizont, což však způsobuje další ztráty. Pokud se uplatňuje zakřivení Země, síla signálu klesá exponenciálně. Od frekvence asi 10 kHz pomáhá ohybu vln atmosférická refrakce. Dobře se šíří pouze svisle polarizované vlnění; horizontálně polarizované vlny jsou silně tlumeny.
Přízemní vlna je poměrně odolná vůči úniku, ale změny v zemi mohou způsobovat kolísání síly signálu. Útlum nad pevninou je nejnižší v zimě v mírném pásu, a vyšší nad vodou, pokud je hladina rozbouřená. Kopce, hory, městské oblasti a lesy mohou vytvářet oblasti slabšího signálu. Hloubka průniku přízemní vlny závisí na frekvenci; pro suchou půdu dosahuje na středních frekvencích desítek metrů a ještě více na nižších frekvencích. Předpovědi šíření tedy vyžadují znalost elektrických vlastností podpovrchových vrstev, které se nejlépe změří z útlumu přízemních vln.

## Aplikace
Většina rádiové komunikace v pásmu dlouhých vln využívá přízemní vlny. Přízemní vlny jsou také základním způsobem šíření středních vln během dne, když prostorová vlna chybí, a mohou být užitečné pro komunikaci na krátké vzdálenosti v pásmech krátkých vln. Používá se pro navigační signály, nízkofrekvenční časové signály rozhlasové vysílání na dlouhých a středních vlnách. Menší útlum přízemní vlny na nižších frekvencích dává rádiovým stanicím AM lepší pokrytí na spodním konci pásma. Krátkovlnný radar může v blízkosti horizontu použít přízemní vlnu na střední vzdálenosti, a prostorovou vlnu pro delší vzdálenosti. Vojenské komunikacím na velmi dlouhých a dlouhých vlnách využívají přízemní vlnu, zvláště pro dosažení lodí a ponorek, protože přízemní vlny v těchto pásmech pronikají dobře pod hladinu moře.
V počátcích rádiové komunikace byly přízemní vlny široce používané. První komerční a profesionální rádiové služby využívaly výhradně dlouhé vlny, nízké frekvence a šíření přízemní vlnou. Aby se zabránilo interferenci s těmito službami byla pro amatérské a experimentální vysílače vyhrazena pásma krátkých vln (HF), která byla považována za nepoužitelná, protože dosah přízemní vlny na těchto kmitočtech je omezený. Po objevu dalších způsobů šíření v pásmech středních a krátkých vln frekvence začaly být výhody krátkých vln pro komerční a vojenské účely zřejmé. Amatérské experimentování pak bylo omezeno pouze na vyhrazená pásma.

## Modelování
Ve 30. letech 20. století byl Alfred Norton prvním autorem, který přesně popsal přízemní vlnu matematicky a odvodil rovnice pro sílu pole při zanedbání křivosti Země. V letech 1937 až 1939 van der Pol a Bremmer publikovali výpočty pro sférickou Zemi. Pozdější práce se zaměřovaly na trasy s proměnnou vodivostí, vliv terénu a objektů na přízemní vlnu a počítačové modelování.

## Příbuzné termíny
Střední a krátké vlny se v noci odrážejí od ionosféry, což je známé jako šíření prostorovou vlnou. Ve dne vzniká nižší ionosferická vrstva D, která absorbuje energii nižších frekvencí. To brání šíření prostorové vlny z je velmi efektivní na středovlnné frekvence v denní hodiny. Když se v noci vrstva D rozptýlí, rádiové vlny v pásmu středních vln se lépe šíří prostorovou vlnou. Přízemní vlny nezahrnují ionosferické a troposférické vlny.